# 北河水库 (阳春)
北河水库，位于中华人民共和国广东省阳春市北部松柏镇境内，是那座河上的一座中型水库，以灌溉为主，兼顾防洪、发电、养殖等功能。水库于1965年9月动工，1975年冬竣工。水库集水面积58.3平方千米，总库容5700万立方米。主坝为均质土坝，最大坝高43.4米，坝长180米。水库总灌溉面积3000公顷，保护下游5个城镇1.8万人（20世纪末）。坝后电站装机容量950千瓦，年发电量220万千瓦时。